# Cyanocorax violaceus
Cyanocorax violaceus là một loài chim trong họ Corvidae.